# Mèo Trắng, Đen và Đốm Nga
Mèo trắng Nga, Mèo đen Nga và Mèo đốm Nga là các giống mèo được tạo ra vào năm 1971, có nguồn gốc từ Mèo Xanh Nga. Mèo đen Nga và Mèo Đốm Nga xuất hiện từ việc giao phối mà ban đầu đã tạo ra giống mèo trắng Nga.

## Chương trình tạo giống
"Mèo Siberia" màu trắng được giao phối với một con mèo đực lông xanh tên Myemgay Yuri. Con mèo cái này sinh ra hai mèo con màu trắng, con tốt nhất được giữ lại và được đặt tên là "White Rose". White Rose là một con cái và nó chính là con mèo nền tảng tạo nên giống Mèo trắng Nga.
White Rose đã được cho giao phối ngược với mèo Myemgay Yuri và rồi sinh ra hai mèo con màu trắng, là thế hệ đầu tiên của Mèo trắng Nga. Dòng con duy nhất của giống mèo trắng Nga từ việc giao phối này mà chúng ta biết là một con mèo cái, tên "Myemgay Arctic Girl", thuộc thế hệ đầu tiên của mèo trắng Nga.
Con mèo cái này được giao phối với "Myemgay Little Lemon", một con mèo đực màu xanh và chúng sinh ra "Myemgay Arctic Star", là con mèo cái thế hệ thứ hai của giống mèo trắng Nga. Arctic Star đã được giao phối lại với mèo Myemgay Yuri (màu xanh) và sinh ra Myemgay Arctic Snowflake, mèo cái thế hệ thứ ba của giống mèo trắng Nga. Arctic Snowflake đã giao phối với Eastern Ninotchka (màu xanh) và sinh ra con mèo đực Myemgay Arctic Kosack, cũng chính là thế hệ thứ tư của giống mèo trắng Nga.
Tại thời điểm này không có mèo trắng Nga đã rời khởi cơ sở chăm sóc mèo Myemgay như Câu lạc bộ Mèo RAS chỉ đăng ký đầy đủ mèo khi chúng đạt đến thế hệ thứ 4. Đến giai đoạn này, giống mèo này đã được đăng ký tạm thời.

## Sự công nhận
Ngày nay, mèo trắng Nga được công nhận đầy đủ ở Úc, New Zealand và Nam Phi và tồn tại ở nhiều giai đoạn công nhận khác nhau ở Vương quốc Anh, nhiều quốc gia ở châu Âu và Hoa Kỳ. Đối với tiêu chuẩn được sử dụng tại Úc, trang web Liên đoàn Mèo Úc có cho công bố công khai.
Vào năm 2010, Hiệp hội Yêu thích mèo Hoa Kỳ đã công nhận mèo trắng Nga và mèo đen Nga thuộc giống mèo có trạng thái "Vô địch".